# 李寿恒
李寿恒（1898年—1995年），字乔年，男，江苏宜兴人，中国化学工程学家、教育家。1918年考取南京金陵大学农科，1920年赴美留学，1923年获伊利诺伊大学硕士学位，1925年获博士学位。
回国后曾任东南大学教授（1925）、浙江公立工业专门学校教授（1927）、应用化学科主任，工专改组后任浙江大学工学院化学工程学系教授、系主任、浙江大学教务长（1947）、副校长。浙江化工学院院长。